# Comuna Straldja, Iambol
Straldja (în bulgară Стралджа) este o comună în regiunea Iambol, Bulgaria, formată din orașul Straldja și 21 de sate. 

## Localități componente

### Orașe
- Straldja

### Sate
| - Aleksandrovo - Atolovo - Bogorovo - Cearda - Djinot - Irecekovo - Kameneț | - Leiarovo - Liulin - Lozeneț - Malenovo - Nedealsko - Palauzovo - Poleana | - Pravdino - Părveneț - Saransko - Tamarino - Vodeniceane - Voinika - Zimnița |

## Demografie
Componența etnică a comunei Straldja
     Turci (1,88%)
     Romi (18,8%)
     Bulgari (77,19%)
     Nicio identificare (1,58%)
     Altele (0,53%)
La recensământul din 2011, populația comunei Straldja era de 12.781 locuitori. Din punct de vedere etnic, majoritatea locuitorilor (77,19%) erau bulgari, existând și minorități de romi (18,8%) și turci (1,88%). Pentru 1,58% din locuitori nu este cunoscută apartenența etnică.